# Leuconia nivea
Leuconia nivea is een sponssoort in de taxonomische indeling van de kalksponzen (Calcarea). De spons leeft in de zee en zijn steencel bestaat uit calciumcarbonaat.
De spons behoort tot het geslacht Leuconia en behoort tot de familie Baeriidae. De wetenschappelijke naam van de soort werd voor het eerst geldig gepubliceerd in 1826 door Grant.